# Tōhōkai

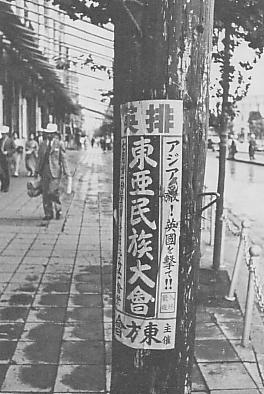
Poster di propaganda anti-britannica affisso dal Tōhōkai

Tōhōkai (Società d'Oriente) (東方会?) è stato un partito politico fascista giapponese attivo tra il 1936 ed il 1944.

## Ideologia e nascita del partito

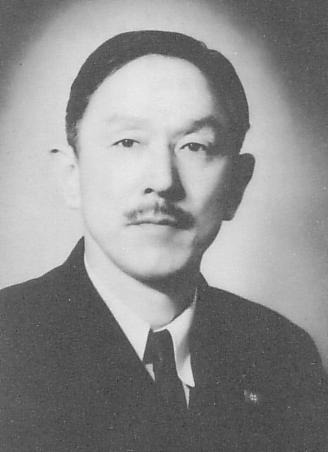
Nakano Seigō

Nakano Seigō e Adachi Kenzo costituirono nel 1933 l'organizzazione politica di destra Kokumin Domei, che sosteneva una forma di socialismo antimarxista. Nel 1936, in disaccordo con Adachi su questioni di politica, Nakano ne uscì e formò un nuovo gruppo, che chiamò Tōhōkai.
Ispirato dagli scritti del filosofo ultranazionalista Kita Ikki, Nakano raccomandò il conseguimento delle riforme sociali attraverso mezzi parlamentari, piuttosto che attraverso un colpo di Stato militare. Nakano guardava al nazionalsocialista Adolf Hitler ed al fascista Benito Mussolini come esempi di come movimenti radicali di destra corporativa potessero prendere con successo il potere in maniera legale tramite libere elezioni. Il Tōhōkai prese spunto da molte prassi dei movimenti europei, dai quali emulò molte cose, tra cui l'uso di camicie nere con bracciali (recante il giapponese carattere di 'Oriente') e lo svolgimento di manifestazioni di massa.
Il programma di Tōhōkai non fu però una copia completa dei modelli occidentali; tuttavia il gruppo fu guidato anche da una profonda ammirazione per Saigō Takamori e la rivolta di Satsuma.
Tōhōkai ebbe poco sostegno popolare, e al suo picco fu in possesso di undici posti nella Dieta Nazionale del Giappone nel 1937.

## Fusione, Scissione, Decadenza e scioglimento
Tuttavia nel mese di ottobre 1940 si fuse nel Taisei Yokusankai, sostenitore di Fumimaro Konoe negli sforzi per creare un partito unico di Stato. L'alleanza venne meno nel 1941, ed il partito fu praticamente annullato nelle elezioni politiche del 1942, in tempo di guerra. Nel mese di ottobre 1943, Nakano fu arrestato con l'accusa di tramare per rovesciare il regime di Tojo, e commise seppuku in circostanze misteriose dopo essere stato rilasciato.
Come per molti movimenti fascisti basati su un unico leader carismatico, il partito Tōhōkai venne sciolto dopo la morte di Nakano. Fu ufficialmente vietato nel 1945 dal comandante supremo delle forze alleate.

## La rifondazione nel dopoguerra
Dopo la sconfitta del Giappone, la Tōhōkai è stata rifondata da ex membri, ed è ora un piccolo gruppo ultranazionalista con sede a Kurume, Prefettura di Fukuoka.
Il Partito Nazionalsocialista dei Lavoratori Giapponesi sostiene inoltre di essere il successore del Tōhōkai, e talvolta utilizza suoi simboli.